# Rudolf Pesl
Rudolf Pesl (* 2. Oktober 1922 in München; † 28. Februar 2022 in Unterhaching) war ein deutscher Mäzen.

## Leben
Er schloss 1951 sein Medizinstudium mit einem exzellenten Staatsexamen ab, wobei er ebenfalls promovierte. In den nächsten Jahren entwickelte er eine rege Bautätigkeit, um sein geerbtes Vermögen anzulegen.
Mit seiner Frau Maja Robert-Pesl gründete er 1990 die Pesl-Stiftung Unterhaching, die Bildung, Kultur und die Erholung bedürftiger Bürger fördert. Im folgenden Jahr gründeten sie die Pesl-Stiftung Bayern, die etwa Museen beim Erwerb von Kunstwerken unterstützt. Im Jahr 2001 gründeten sie die Pesl-Alzheimer-Stiftung, deren Zweck „die Förderung der Erforschung der Alzheimer-Krankheit und endogener psychischer Erkrankungen an der Ludwig-Maximilians-Universität München“ ist.
Seine Privatsammlung besteht aus über 10.000 Büchern und Kunstgegenständen im Wert von 30 Millionen Euro. Darunter befindet sich eine Ausgabe der Schedelschen Weltchronik von 1493 und die zweitgrößte Mongolika-Sammlung der Welt.
Er starb 2022 und vermachte sein gesamtes Vermögen an die Gemeinde Unterhaching mit der Verfügung, die Arbeit der Stiftungen fortzuführen.

## Auszeichnungen
- 1991: Bayerischer Verdienstorden
- 2002: Bundesverdienstkreuz I. Klasse[7]
- 2006: Goldene Kraepelin-Medaille
- 2011: Ehrenbürgerschaft von Unterhaching[8]